# Lindy hop

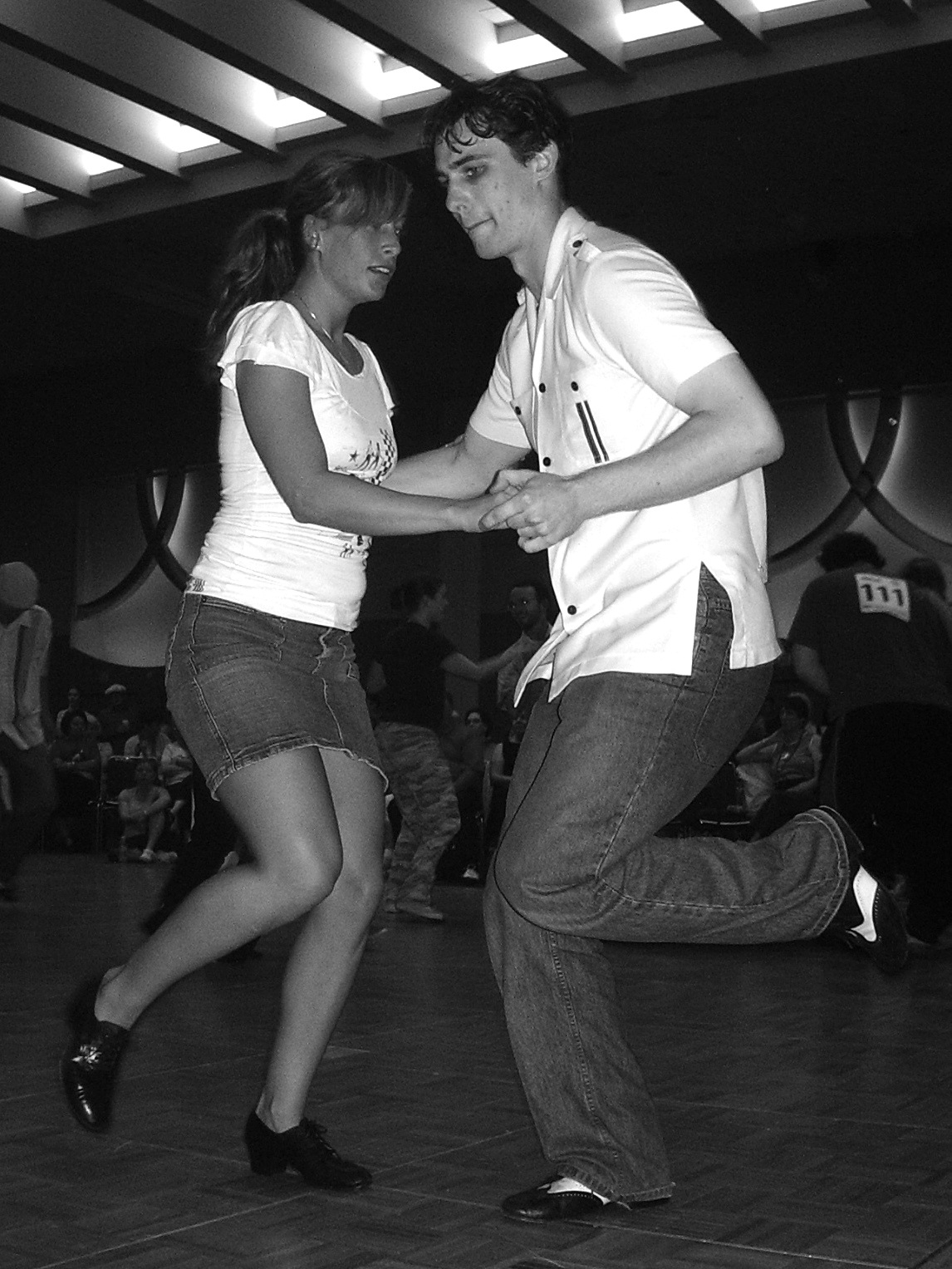
Tanečníci lindy hopu v USA v roce 2006

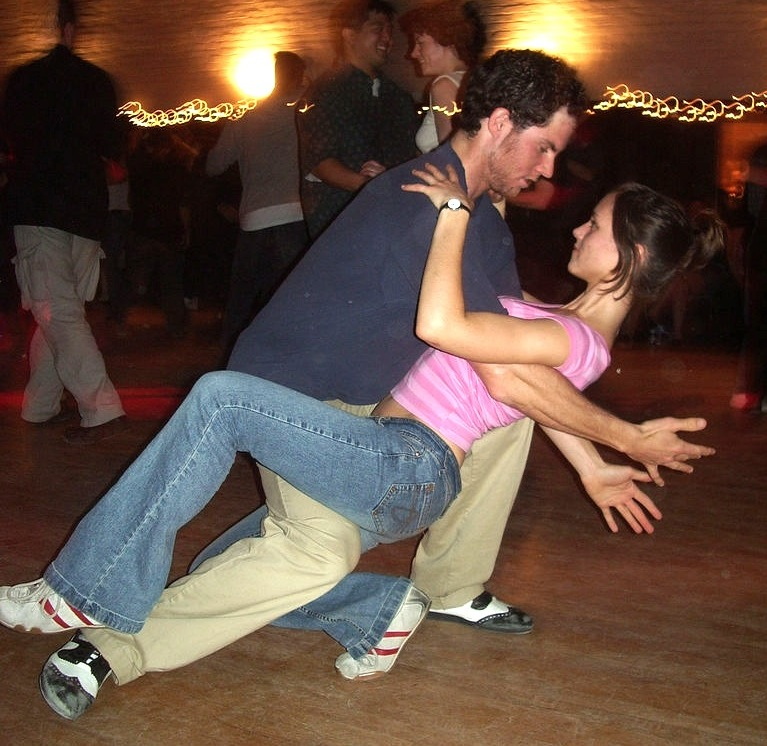
Prvek No-hands Lindy Hop dip (bez rukou)

Lindy hop (také lindyhop nebo Lindy Hop, zkráceně pak lindy) je tanec, založený na populárním charlestonu a pojmenovaný podle přeletu atlantiku Charlesem Lindberghem v roce 1927. Tanec se vyvinul v Harlemu v New Yorku v pozdních 20. a raných 30. letech 20. století a tancoval se na tehdejší jazzovou a swingovou hudbu. Lindy byl směsicí mnoha tanců s výrazným vlivem jazzu, stepu, breakaway a charlestonu. Je často popisován jako swingový tanec.
Tanec kombinuje párové a sólo tancování, používá taneční pohyby a improvizaci, charakteristické pro černošské tance s osmi-dobou stavbou tanců evropských. Toto spojení je vidět v základním kroku, nazývaném swing out, který střídá otevřené postavení, kde jsou tanečníci spojeni pouze jednou rukou s uzavřeným držením, kde je partnerka v partnerově náruči.
Od 80. let 20. století došlo díky tanečníkům ze Švédska, Británie a USA k obrodě lindy hopu a v současnosti se tancuje prakticky na celém světě.

## Historie

### Éra swingu (20. – 40. léta)
Lindy hop vznikl v černošských tančírnách v Harlemu v období kolem roku 1927 a ustálil se v raných 30. letech. Při svém vývoji se inspiroval tanci breakaway, charlestonem, Texas Tommy a stepem.
Podle Ethel Williamsové, která pomáhala popularizovat v New Yorku Texas Tommy v roce 1913, Texas Tommy "byl jako lindy" a po základním kroku se tancovalo oddálení shodné s tím, které je v lindy hopu. "Shorty" George, tanečník z nejznámějšího Harlemského klubu Savoy, uvedl: "Nazývali jsme základní krok hop long předtím, než Lindbergh předvedl svůj skok přes Atlantik. Bylo to ve stejné době, a tak mu někteří po roce 1927 začali říkal Lindbergh hop, což nebylo poslední pojmenování. Pak, při maratonu v Manhattan Casinu, jsem zkoušel ty samé staré kroky a oddálení..." Zpravodaj, který psal o maratonu se zaměřil na Shortyho kroky a zeptal se ho, co to tancuje. Odpověděl, že lindy, lindy hop. Bylo to 17. června 1928.
První generace lindy hopu je spojena s tanečníky jako "Shorty" George Snowden, jeho partnerkou Big Beou a Leroy Stretch Jonesem s partnerkou Little Beou. "Shorty" George a Big Bea pravidelně vyhrávali soutěže v tančírně Savoy. Jejich tanec zdůrazňoval rozdíl ve výšce, kdy Big Bea čněla nad Shortym. Tato generace se specializovala na taneční kroky.
Běloši chodili do Harlemu pozorovat tancující černochy, podle Langstona Hughese: "Tanečníci lindy v Savoyi dokonce začali s akrobatickými prvky a přidávali směšné prvky pro pobavení přihlížejících, což by je pravděpodobně nikdy nenapadlo, kdyby tancovali pouze pro svou zábavu. Někteří tanečníci nosili viditelně kartičky se svým jménem a byli učiteli tance turistů. Harlemské noci se staly představeními pro bělochy."
Charles Buchanan, manažer Savoye, platil tanečníkům jako byl Shorty Snowden za "vystoupení" pro svoje zákazníky. Podle Snowdena, "Když nám konečně nabídl, že nás bude platit, šli jsme nahoru a tancovali. Stejně bychom tam tancovali." 
Když se v roce 1935 začaly objevovat akrobatické prvky, v lindy hopu nazývané air steps nebo aerial, jako Hip to Hip, Side Flip nebo Over the Back (jména popisují pohyb partnerky ve vzduchu) stará garda tanečníků jako Leon James, Leroy Jones a Shorty Snowden tyto nové prvky neschvalovali. Air step je taneční pohyb, kdy minimálně jedna noha opustí zem dynamickým akrobatickým stylem. Důležité je provést tento prvek v tempu na muziku. Tyto taneční prvky jsou nyní charakteristické pro lindy hop, i když původně byly určeny pro soutěže a předtančení, nebyly součástí společenského tance.
Mladí tanečníci čerstvě po střední Al Minns, Joe Daniels, Russell Williams a Pepsi Bethel rozpracovali přehození na záda, přes hlavu (over the head) a the Snatch. Frankie Manning byl také členem nové generace tanečníků a nejuznávanějším tanečníkem lindy hopu vůbec. Al Minns, Pepsi Bethel, Leon James a Norma Millerová byli také významní tanečníci lindy hopu. Některé zdroje uvádějí Frankie Manninga a jeho partnerku Freidu Washingtonovou jako autory air stepu. Dle jiného zdroje jim pomohli dopracovat air stepy Al Minns a Pepsi Bethel.
Lindy hop se stal široce oblíbeným ve 30. letech 20. století. K jeho oblibě přispělo několik faktorů. Taneční skupiny jako Whitey's Lindy Hoppers (také známá jako Harlem Congaroos), Hot Chocolates a Big Apple Dancers tancovali lindy hop. Ve filmech jako Hellzapoppin' a A Day at the Races se začaly objevovat taneční scény. Taneční studia jako Arthur Murray a Irene and Vernon Castle zařadily kurzy lindy hopu. Rozšíření tance na západní pobřeží je spojeno s Deanem Collinsem, který se lindy naučil v Savoyi a přivedl lindy hop do Los Angeles.
Lindy hop se dostal do zahraničí spolu s americkými jednotkami, převážně do spojeneckých států. Ačkoliv byl lindy hop, swing a jazz zakázán ve státech jako je Německo, v ostatních evropských státech byl populární.
V roce 1944 kvůli hospodářské situaci, zapříčiněné 2. světovou válkou, uvalily Spojené státy 30% federální daň na taneční kluby. Ačkoliv se daň později snížila na 20 %, cedulky, zakazující tancování, byly po celé zemi.

### Post-swingová éra (50.–60. léta)
Ve vydání z roku 1954 Arthur Murray ve "How to become a Good Dancer" věnuje úvodu do swingu 4 strany: the Basic Lindy Step, the Double Lindy Hop, the Triple Lindy Hop, the Sugar Foot Walk a the Tuck-In Turn. V "Dancing Made Easy", ve vydáních z let 1953 a 1958, je kapitola věnovaná lindy hopu.
"Ballroom Dancebook for Teachers", ve vydání z roku 1962, je samostatná kapitola věnovaná "lindy".
Podle knihy "Social Dance", vydané v roce 1969, byl lindy hop od roku 1960 znám pod pojmem swing.

### Obrození (80. a 90. léta)
Sandra Cameron a Larry Schulz z Cameron Dance Center Inc v New Yorku přivedli Al Minnse a Frankie Manninga zpět k učení lindy v jejich tanečním centru. Minns začal vyučovat v roce 1981, Frankie Manning v roce 1987.
Al Minnsovi první studenti dali základ New York Swing Dance Society, založené roku 1985.
V 80. letech 20. století američtí a evropští tanečníci z Kalifornie, New Yorku, Londýna a Švédska (jako Sylvia Sykes, Erin Stevens, Steven Mitchell, Terry Monaghan a Warren Heyes) začali 'obnovovat' lindy hop z archivních filmů jako Hellzapoppin' a A Day at the Races a kontaktovali tanečníky jako Frankie Manninga, Al Minnse, Norma Millerovou, Jewel McGowanovou a Deana Collinse. Od poloviny do pozdních 90. let se díky obnovené popularitě swingové hudby rozšířil zájem o lindy hop. Tanci pomohly i filmy se swingovou tematikou jako Swing Kids z roku 1993 a Swingers z roku 1996.

## Současnost
V současnosti jsou rostoucí komunity tanečníků lindy hopu ve většině větších západních měst.
Každoročně se v malé vesnici Herräng ve Švédsku (severně od Stockholmu) koná největší mezinárodní taneční kemp. Kromě tohoto kempu je mnoho tanečních festivalů lokálního významu.
Lindy hop se dnes tancuje jako společenský a soutěžní tanec. Také se vystupuje s choreografiemi. Tanec se učí v kurzech, workshopech a kempech. V každém mohou partneři tancovat sólově a nebo dohromady. Taneční improvizace je hlavní částí společenského tance a mnoha vystoupení a soutěží.
Aktivní komunita je v Česku v Praze, Brně, Plzni, Ostravě, Hranicích, Frýdku-Místku a Dubňanech.